# Temple Herdewyke
Temple Herdewyke – wieś w Anglii, w hrabstwie Warwickshire, w dystrykcie Stratford-on-Avon. Leży 17 km na południowy wschód od miasta Warwick i 117 km na północny zachód od Londynu.